# Eupanacra niasana
Eupanacra niasana är en fjärilsart som beskrevs av Clark 1923. Eupanacra niasana ingår i släktet Eupanacra och familjen svärmare. Inga underarter finns listade i Catalogue of Life.